# Trichocolea japonica
Trichocolea japonica là một loài rêu trong họ Trichocoleaceae. Loài này được T. Katagiri mô tả khoa học đầu tiên năm 2011.